# 슈도칸
슈도칸(修道館)은 "가라테 방식을 연구하는 홀"로, 도야마 간켄이 개발한 일본 가라테 학교이며, 일본 가라테 연맹(구) 총본부였다. 슈도칸 가라테의 특징은 가리기에 중점을 둔 큰 원형 동작과 고유의 카테이다.

## 같이 보기
- 당수도
- 공수도 (한국)